# 大河村遗址
大河村遗址位于河南省郑州市金水区大河村，是位于黄河中游地区的新石器时代遗址。

## 考古发现
大河村遗址发现于1964年，并从1972年起开始进行考古，至今已进行了30次考古发掘。证实遗址含有仰韶文化、龙山文化、二里头文化和商代的遗存，以仰韶文化为主，经历了仰韶文化产生、发展和消亡的全过程。除此之外，遗址还出土有大汶口文化和屈家岭文化的遗物，陶器中的背水壶、尊和锅，分别与大汶口文化和屈家岭文化类似，表明此处当时与邻近地区存在密切的交往。
大河村遗址共发掘出土房基47座，灰坑297个，成人墓葬186座，瓮棺葬171座，出土陶器、石器、骨器、玉器等各类器物3500件。其中仰韶文化的房基大部分为方形或长方形地面建筑，从仰韶文化三期开始出现地面连间建筑，多为“木骨整塑陶房”。其中F1-F4号房基四间相连，墙壁最高处尚保存约1米有余，经碳-14测定距今5040±100年，是中国迄今为止发现的保存最完好的史前居住基址。
出土器物主要为生活用具、生产工具和装饰品，生活用具主要为陶器，包括陶盆、陶罐、陶鼎、大口尖底器等。陶器以红陶为主，灰陶次之，器表多为素面或磨光，纹饰有弦纹、绳纹、划纹、附加堆纹和彩绘等。其中彩陶的数量较多，多为白衣彩陶以及黑红或棕红双色彩绘。彩陶图案丰富，花纹种类有宽带纹、平行线纹、圆圈纹、网带纹、∽纹、X纹等，此外还出现有六角星纹、太阳纹、日晕纹、月亮纹、星座纹等天文图案，是中国目前发现的最早的天文学实物资料。

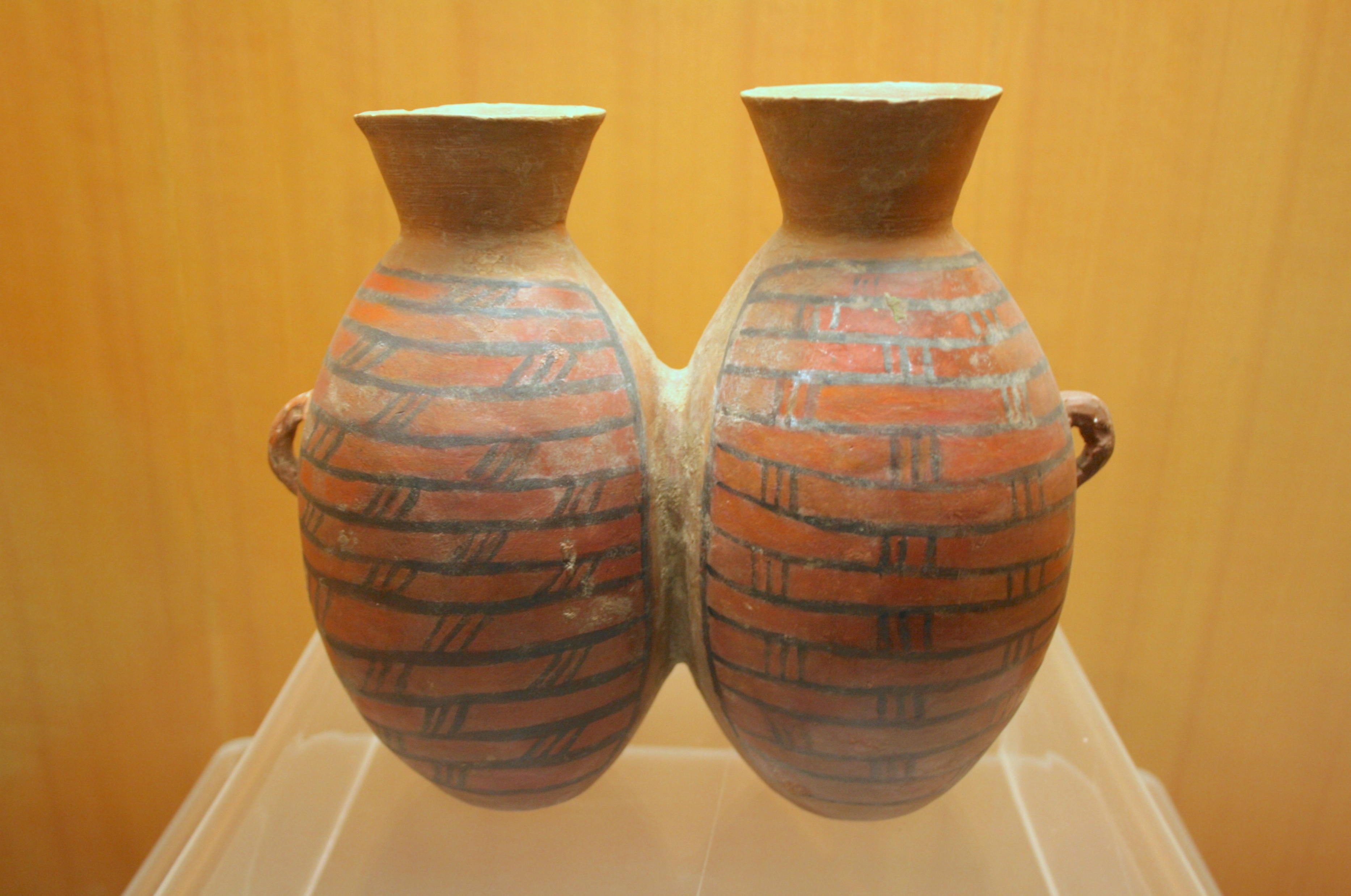
彩陶双连壶，仰韶文化，河南博物院馆藏
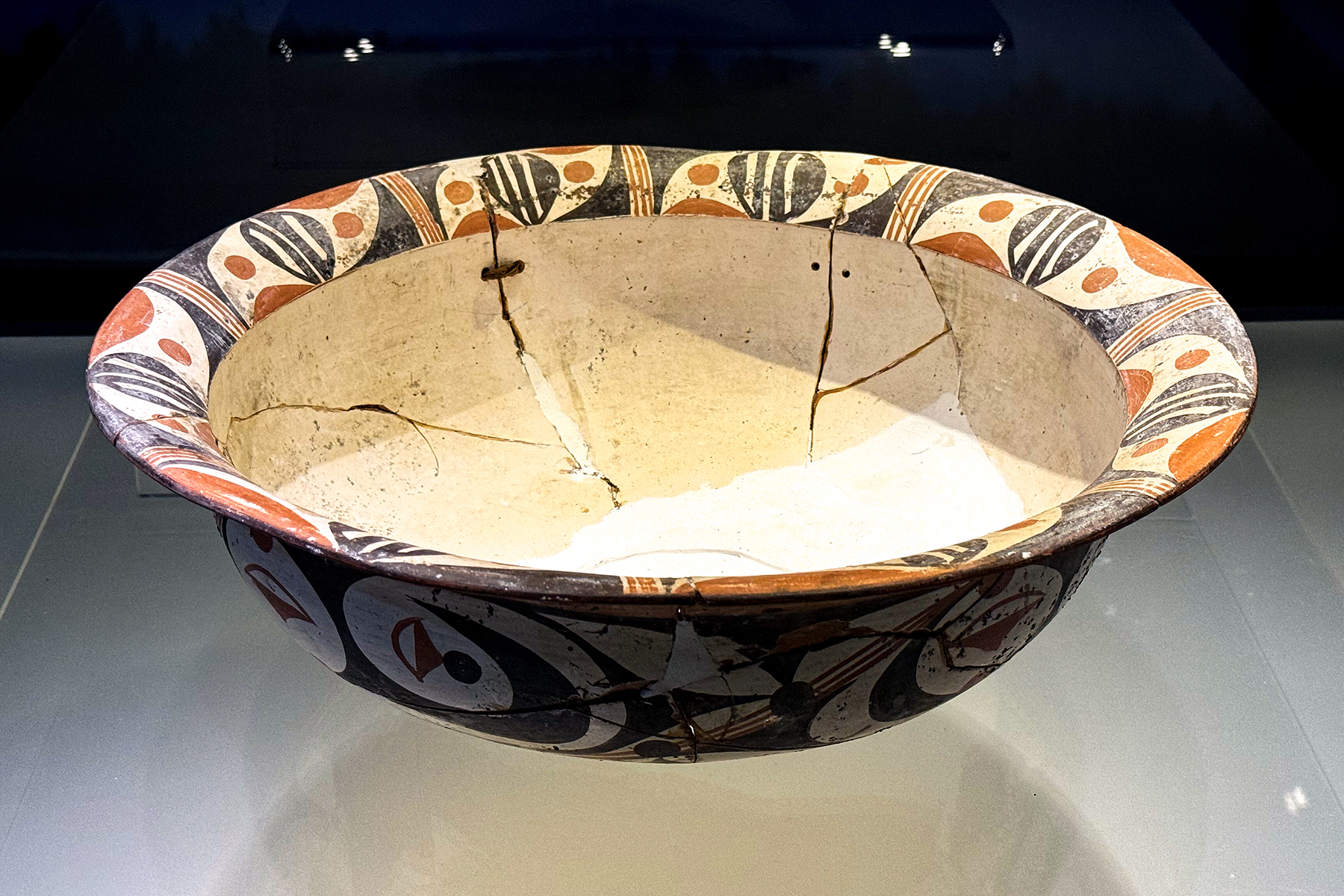
彩陶盆，仰韶文化
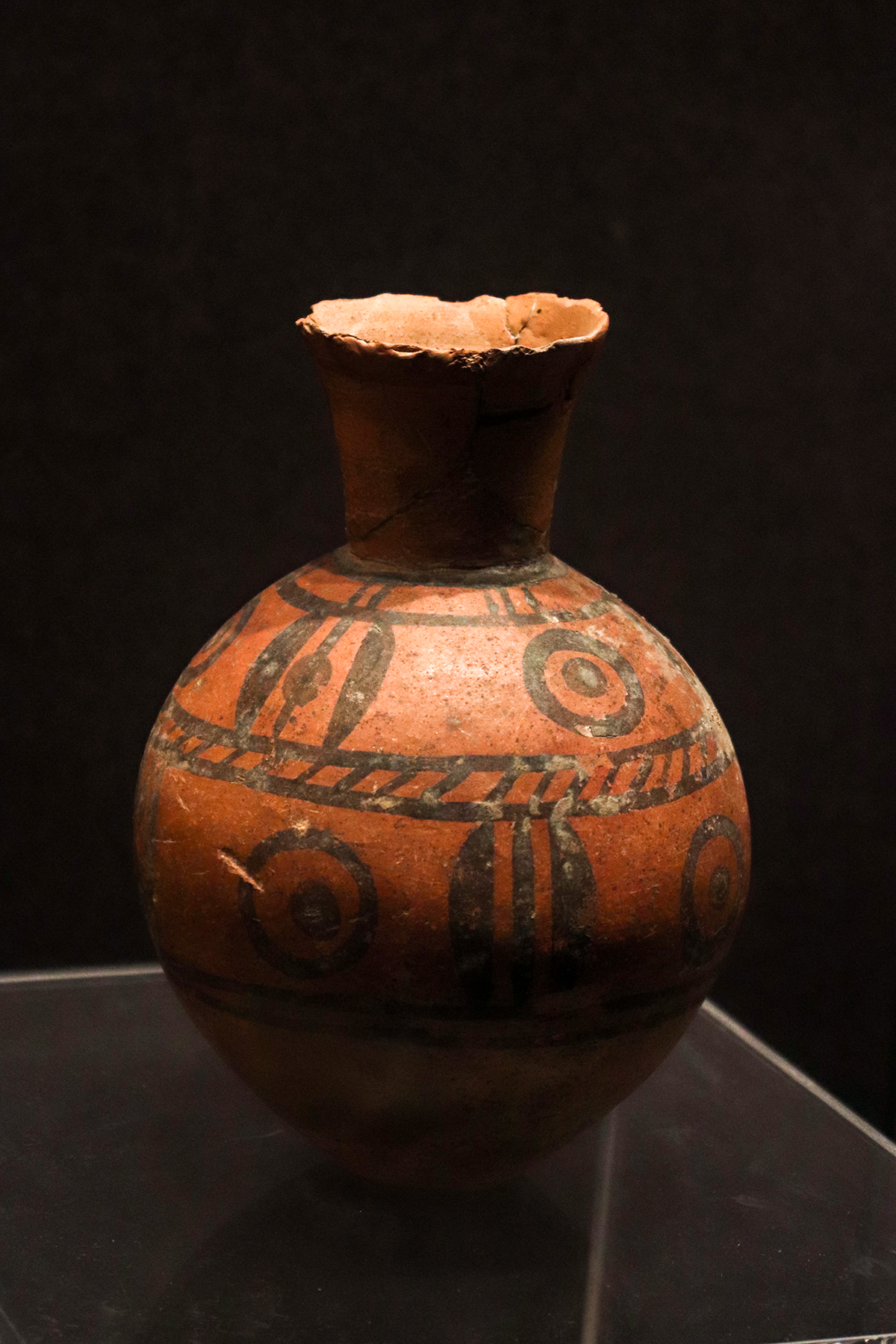
彩陶壶，仰韶文化，郑州博物馆馆藏
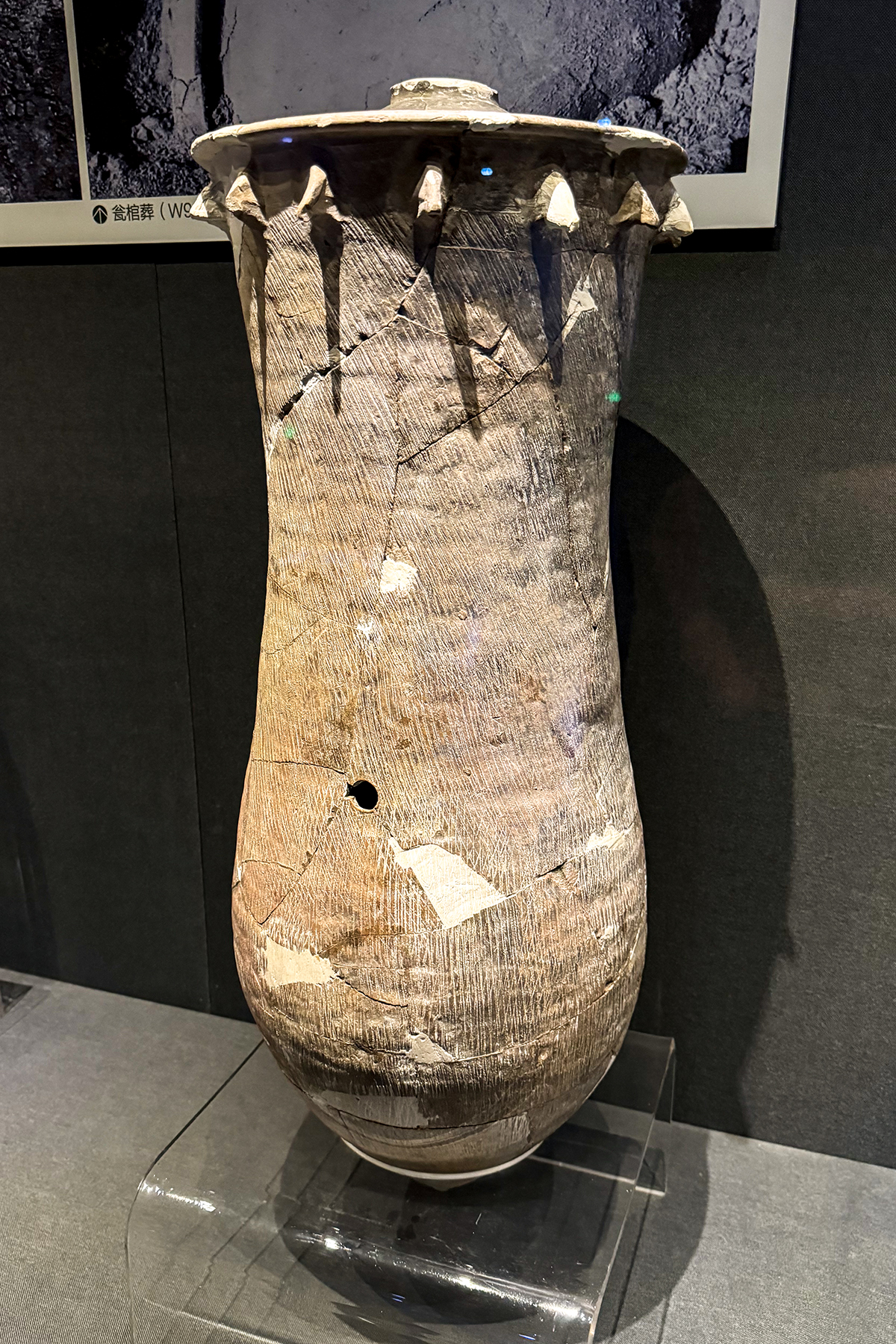
瓮棺，仰韶文化
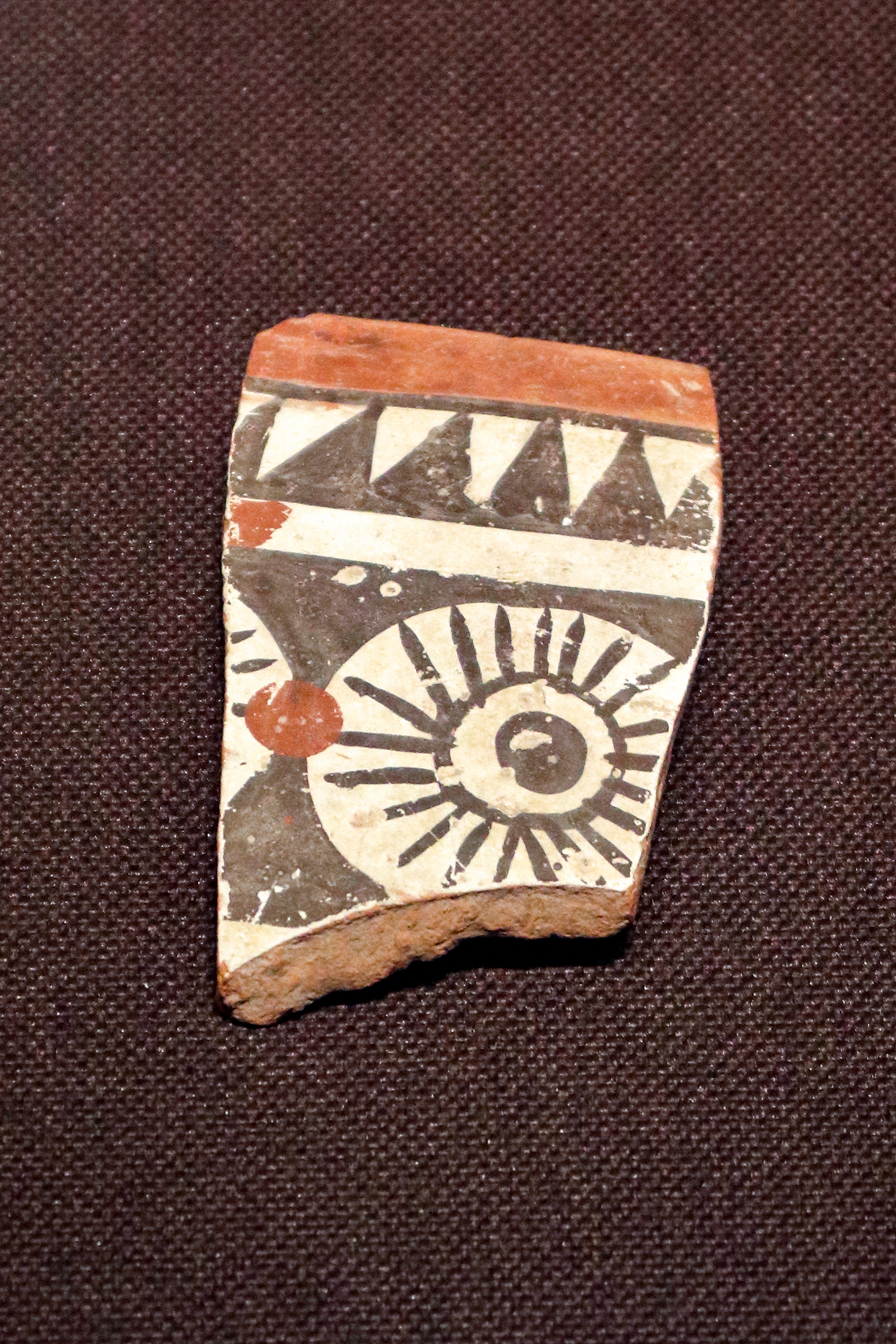
太阳纹彩陶片，仰韶文化，郑州博物馆馆藏
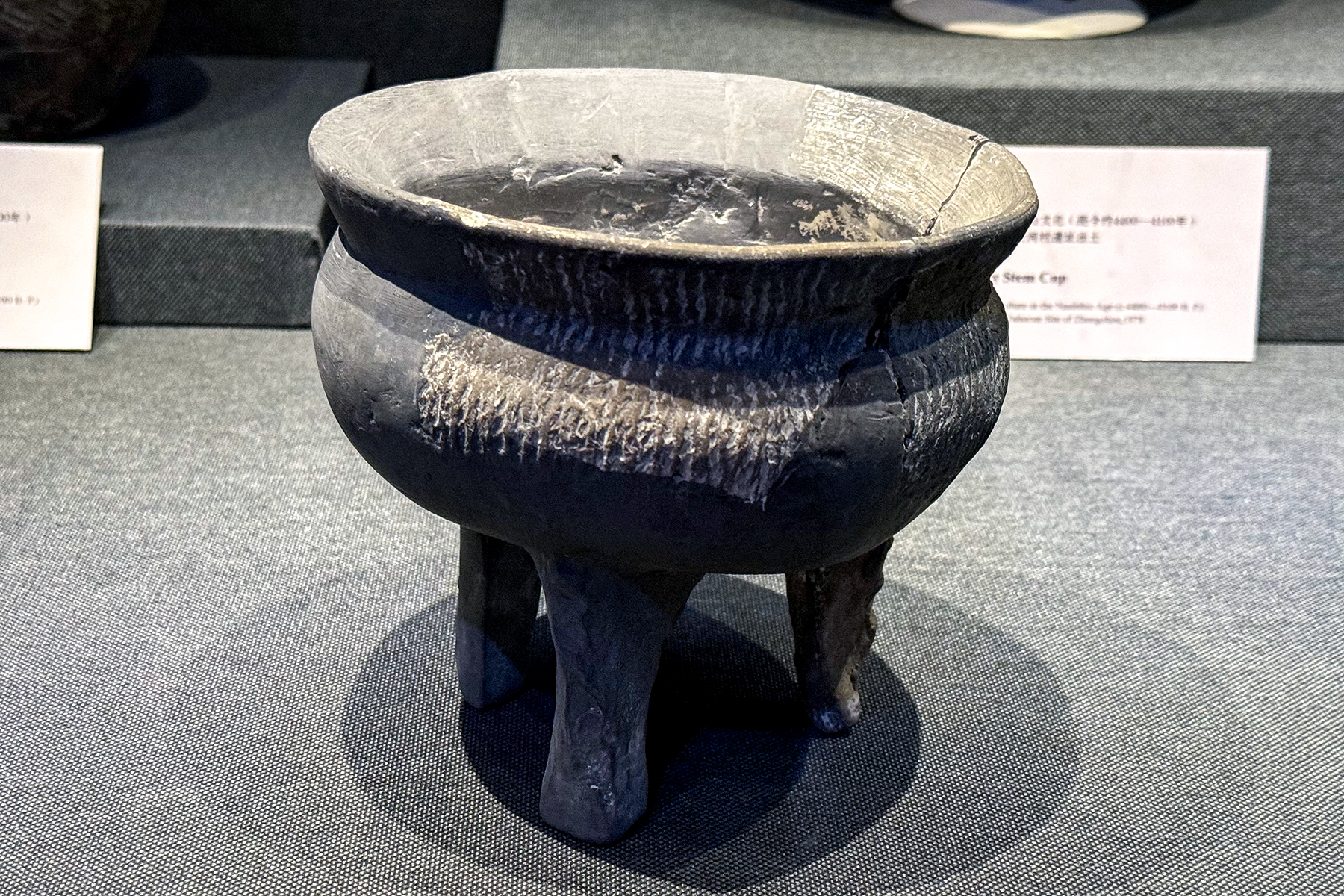
陶鼎，龙山文化
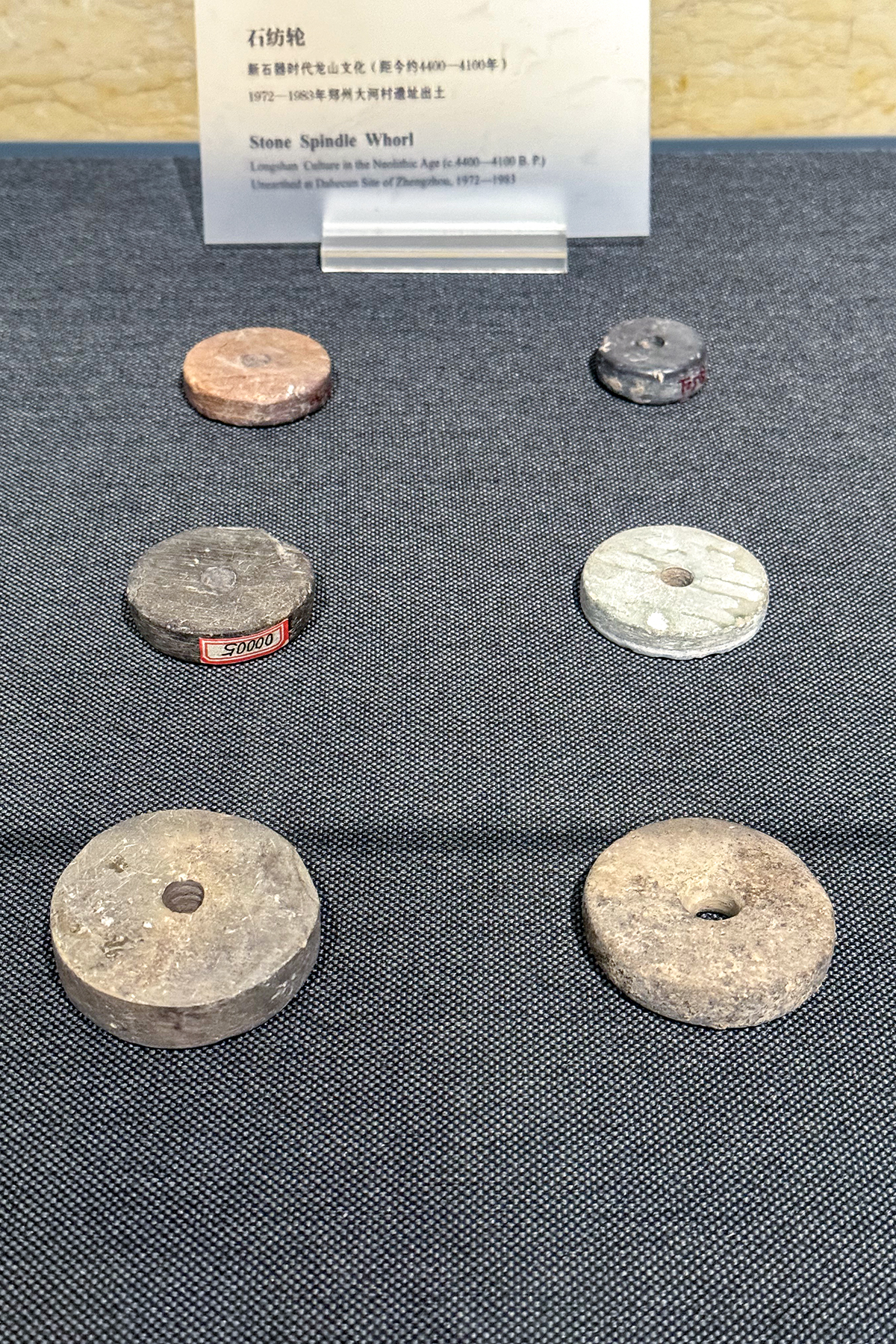
石纺轮，龙山文化
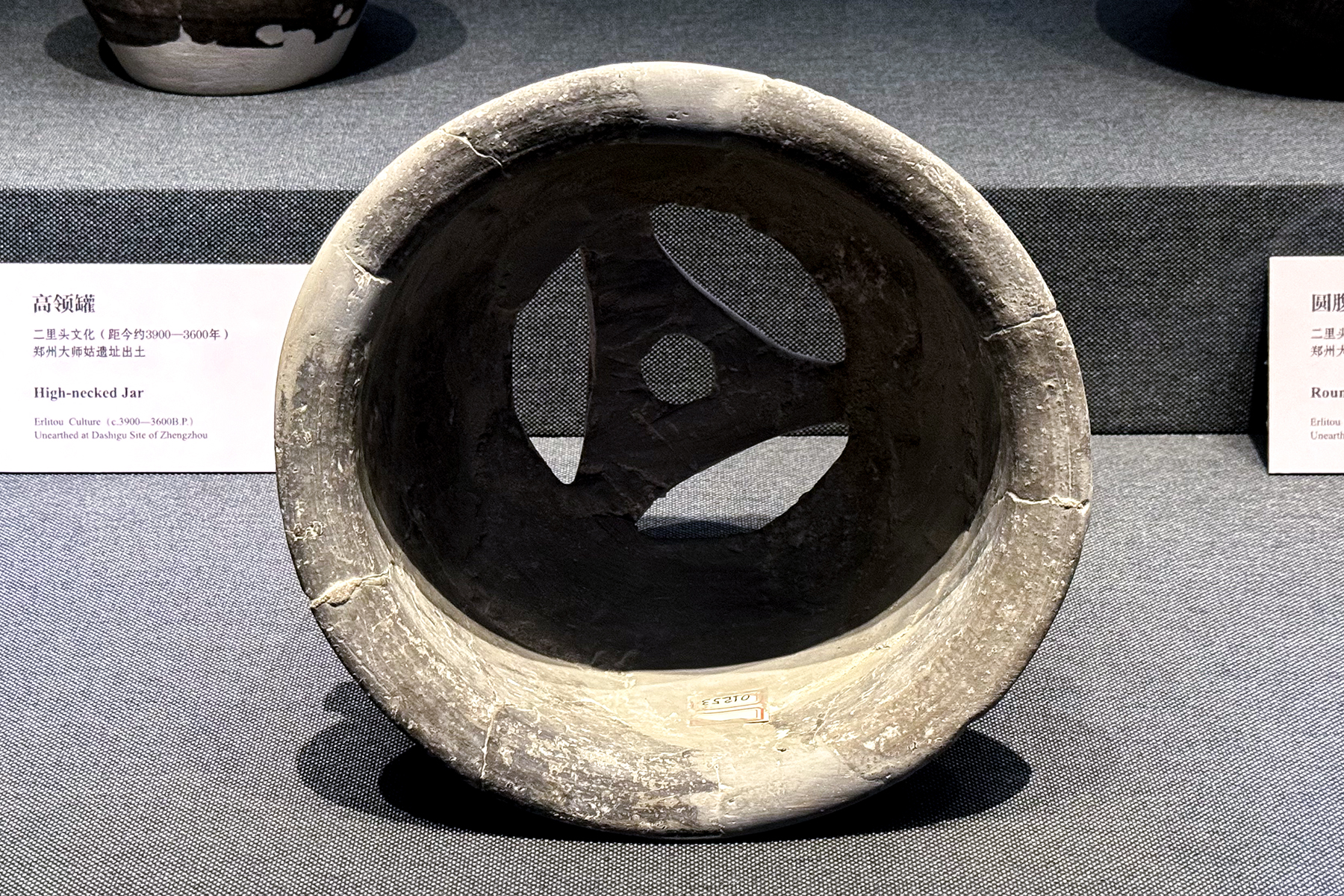
陶甑，二里头文化

## 保护情况
大河村遗址于1986年11月21日被河南省人民政府公布为第二批河南省文物保护单位。2001年6月25日被中华人民共和国国务院公布为第五批全国重点文物保护单位。
2025年06月14日，郑州大河村遗址博物馆新馆开始试运行。新馆展陈面积7292平方米，陈列文物1600余件，为国内首个全景式呈现仰韶文化的专题型博物馆。